# Camille sur son lit de mort
Camille sur son lit de mort est un tableau réalisé par le peintre français Claude Monet en 1879. Cette huile sur toile impressionniste représente l'épouse de l'artiste Camille Monet en raccourci sur son lit de mort. Don de Katia Granoff en 1963, l'œuvre fait partie des collections du musée d'Orsay, à Paris.
Si on observe la signature en bas à droite, on aperçoit une tache sombre qui s'accroche aux branches de la lettre T... Cette tache volontairement peinte, a la forme d'un coeur. Signe de l'amour porté par Claude Monet à son épouse.